# Maurizio Domizzi
Maurizio Domizzi (ur. 28 czerwca 1980 w Rzymie) – włoski piłkarz występujący na pozycji środkowego obrońcy. Zawodnik Venezii.

## Kariera klubowa
Maurizio Domizzi jako junior występował w zespole S.S. Lazio. W 1998 na zasadzie wypożyczenia trafił do Livorno. Pełnił tam rolę rezerwowego i łącznie wystąpił w 23 ligowych pojedynkach. Następnie Domizzi powrócił do Lazio, jednak nie rozegrał tam ani jednego spotkania. W 2001 włoski piłkarz podpisał kontrakt z drugoligową Modeną, z którym zajął drugie miejsce w ligowej tabeli i awansował do Serie A.
W kolejnych rozgrywkach Domizzi reprezentował już barwy Sampdorii. Jako piłkarz tego klubu, w meczu przeciwko Regginie wychowanek Lazio zadebiutował w Serie A. Początkowo "Blucerchiati" pozyskali tylko połowę praw do karty zawodnika, jednak drugą połowę wykupili w 2003. W styczniu 2004 Włoch na zasadzie wypożyczenia zasilił Modenę, dla której tym razem rozegrał siedemnaście meczów. W późniejszym czasie Domizzi również na zasadzie wypożyczenia zasilił kolejno Brescię i Ascoli. 6 czerwca 2006 połowę praw do karty zawodnika odkupiło od Sampdorii SSC Napoli. "Azzurri" uplasowali się na drugiej pozycji w Serie B i wywalczyli awans do najwyższej klasy rozgrywek w kraju. Domizzi rozegrał wówczas 36 spotkań i zdobył dwie bramki.
18 czerwca 2007 Włoch podpisał z SSC Napoli 4-letni kontrakt. W sezonie 2007/2008 wraz z drużyną zajął ósme miejsce w ligowej tabeli. Z ośmioma golami na koncie Domizzi obok Marka Hamšíka, Marcelo Zalayety i Ezequiela Lavezziego należał do najlepszych strzelców w zespole. 2 września 2008 Włoch na zasadzie współwłasności został zawodnikiem Udinese Calcio i od razu stał się jego podstawowym obrońcą.

## Kariera reprezentacyjna
Domizzi ma za sobą występy w młodzieżowych reprezentacjach Włoch. Grał w drużynach do lat 17, 18 oraz 21.